# Santiorxo (Puebla del Brollón)
Santiorxo es una aldea española situada en la parroquia de Liñares, del municipio de Puebla del Brollón, en la provincia de Lugo, Galicia.

## Geografía
Está situado a 630 metros de altitud en plena Sierra de Auga Levada, entre los valles que forman el río Liñares y el riego de A Veiga, respectivamente. Se encuentra a unos 200 metros al sureste de la aldea de Guariz.

## Demografía
| Gráfica de evolución demográfica de Santiorxo entre 2000 y 2020 |
|                                                                 |
| Datos según el nomenclátor publicado por el INE.                |

## Patrimonio
- Sobreira milenaria, alcornoque con más de mil años de antigüedad.